# Роттслі (кратер)
Роттслі (лат. Wrottesley) — кратер на видимому боці Місяця, біля Моря Достатку. Діаметр — 58 км. Названий на честь англійського астронома 19 століття Джона Роттслі.

## Назва
Цей кратер наніс на карту ще Міхаель ван Лангрен 1645 року. Він назвав його Conradi. Але ця назва не набула широкого вжитку. 1863 року англійський астроном-аматор Вільям Редкліфф Бірт, вважаючи цей кратер безіменним, запропонував дати йому ім'я Джона Роттслі. 1935 року цю назву затвердив Міжнародний астрономічний союз.

## Розташування та опис
Кратер Роттслі знаходиться в материковій області біля південного берега Моря Достатку. Координати його центру — 23°54′ пд. ш. 56°37′ сх. д. / 23.90° пд. ш. 56.62° сх. д. Південно-східним краєм він межує з кратером Петавій. Більш далекі його сусіди — кратер Снелліус на півдні, Біо на заході та Петавій B на півночі. Окрім того, поряд із ним знаходяться маленькі кратери Роттслі A та Роттслі B.
Вік цього кратера оцінюють як пізньоімбрійський. Він добре зберігся та має чіткі обриси. На його схилах є численні тераси, а всередині — ділянка відносно плоского дна з кількома центральними гірками. Висота цих гірок сягає приблизно кілометра.

## Сателітні кратери
Ці кратери, розташовані поряд із кратером Роттслі, носять його ім'я з доданням великої латинської літери:
| Роттслі | Координати                                                | Діаметр, км |
| ------- | --------------------------------------------------------- | ----------- |
| A       | 23°34′ пд. ш. 54°56′ сх. д. / 23.57° пд. ш. 54.93° сх. д. | 9           |
| B       | 24°58′ пд. ш. 56°52′ сх. д. / 24.97° пд. ш. 56.87° сх. д. | 8           |